# Bangladeschische Cricket-Nationalmannschaft in Neuseeland in der Saison 2007/08
Die Tour der bangladeschischen Cricket-Nationalmannschaft nach Neuseeland in der Saison 2007/08 fand vom 26. Dezember 2007 bis zum 16. Januar 2008 statt. Die internationale Cricket-Tour war Bestandteil der Internationalen Cricket-Saison 2007/08 und umfasste zwei Tests und drei ODIs. Neuseeland gewann die Test-Serie 2–0 und die ODI-Serie 3–0.

## Vorgeschichte
Neuseeland bestritt zuvor eine Tour in Australien, für Bangladesch war es die erste Tour seit der ICC World Twenty20 2007. Das letzte Aufeinandertreffen der beiden Mannschaften bei einer Tour fand in der Saison 2004/05 in Bangladesch statt.

## Stadien
| Stadion                  | Stadt      | Kapazität | Spiele  |
| ------------------------ | ---------- | --------- | ------- |
| Eden Park                | Auckland   | 50.000    | 1. ODI  |
| University Oval          | Dunedin    | 6.000     | 1. Test |
| McLean Park              | Napier     | 22.500    | 2. ODI  |
| Queenstown Events Centre | Queenstown | 19.000    | 3. ODI  |
| Basin Reserve            | Wellington | 11.000    | 2. Test |

## Kaderlisten
Bangladesch benannte seinen ODI-Kader am 26. November und seinen Test-Kader am 27. Dezember 2007.
Neuseeland benannte seinen ODI-Kader am 21. Dezember und seinen Test-Kader am 31. Dezember 2007.
| Test | Test | ODI | ODI |
| Neuseeland | Bangladesch | Neuseeland | Bangladesch |
| --- | --- | --- | --- |
| - Daniel Vettori (K) - Matthew Bell - Craig Cumming - Peter Fulton - Chris Martin - Michael Mason - Brendon McCullum (wk) - Kyle Mills - Iain O’Brien - Jacob Oram - Jeetan Patel - Mathew Sinclair | - Mohammad Ashraful (K) - Abdur Razzak - Aftab Ahmed - Enamul Haque Jr - Farhad Reza - Habibul Bashar - Junaid Siddique - Mashrafe Mortaza - Mushfiqur Rahim (wk) - Rajin Saleh - Sajidul Islam - Shahadat Hossain - Shahriar Nafees - Shakib Al Hasan - Syed Rasel - Tamim Iqbal | - Daniel Vettori (K) - Peter Fulton - Mark Gillespie - Jamie How - Chris Martin - Michael Mason - Brendon McCullum (wk) - Kyle Mills - Jacob Oram - Jeetan Patel - Mathew Sinclair - Scott Styris - Ross Taylor | - Mohammad Ashraful (K) - Abdur Razzak - Aftab Ahmed - Farhad Reza - Javed Omar - Junaid Siddique - Mashrafe Mortaza - Mehrab Hossain - Mushfiqur Rahim (wk) - Nazmul Hossain - Rajin Saleh - Sajidul Islam - Shahadat Hossain - Shakib Al Hasan - Syed Rasel - Tamim Iqbal - Tushar Imran |

## Tour Matches
| 16. Dezember Scorecard | Hamilton | Bangladeshis 222-8 (50)                  | – | Northern Districts 228-3 (42.3) |
|                        |          | Northern Districts gewinnt mit 7 Wickets |   |                                 |

| 18. Dezember Scorecard | Hamilton | Northern Districts 173-7 (41) | – | Bangladeshis |
|                        |          | No Result                     |   |              |

| 21. Dezember Scorecard | Auckland | Bangladeshis 242 (48.5)        | – | Auckland 243-3 (46) |
|                        |          | Auckland gewinnt mit 7 Wickets |   |                     |

| 1. Juni Scorecard | Hamilton | New Zealand Cricket XI 133-7 (20)  | – | Bangladeshis 134-6 (17) |
|                   |          | Bangladeshis gewinnt mit 4 Wickets |   |                         |

## One-Day Internationals

### Erstes ODI in Auckland
| 26. Dezember Scorecard | Auckland | Bangladesch 201 (46.3)           | – | Neuseeland 203-4 (42.4) |
|                        |          | Neuseeland gewinnt mit 6 Wickets |   |                         |

### Zweites ODI in Napier
| 28. Dezember Scorecard | Napier | Neuseeland 335-5 (50)                        | – | Bangladesch 181-6 (43/43) |
|                        |        | Neuseeland gewinnt mit 102 Runs (D/L method) |   |                           |

### Drittes ODI in Queenstown
| 31. Dezember Scorecard | Queenstown | Bangladesch 93 (37.5)             | – | Neuseeland 95-0 (6) |
|                        |            | Neuseeland gewinnt mit 10 Wickets |   |                     |

## Tests

### Erster Test in Dunedin
| 4. – 8. Januar Scorecard | Dunedin | Bangladesch 137 (46.1) & 254 (83.1) | – | Neuseeland 357 (91) & 39-1 (8.1) |
|                          |         | Neuseeland gewinnt mit 9 Wickets    |   |                                  |

### Zweiter Test in Wellington
| 12. – 16. Januar Scorecard | Wellington | Bangladesch 143 (45.3) & 113-9 (47)               | – | Neuseeland 393 (103.2) |
|                            |            | Neuseeland gewinnt mit einem Innings und 137 Runs |   |                        |

## Statistiken
Die folgenden Cricketstatistiken wurden bei dieser Tour erzielt.
| Tests            | Tests       | Tests   | Tests   | Tests   | Tests   | Tests   | Tests   | Tests   |
| Batting          | Batting     | Batting | Batting | Batting | Batting | Batting | Batting | Batting |
| Spieler          | Mannschaft  | Spiele  | Innings | Runs    | Average | HS      | 100s    | 50s     |
| ---------------- | ----------- | ------- | ------- | ------- | ------- | ------- | ------- | ------- |
| Tamim Iqbal      | Bangladesch | 2       | 3       | 152     | 50,66   | 84      | 0       | 2       |
| Matthew Bell     | Neuseeland  | 2       | 3       | 128     | 64,00   | 107     | 1       | 0       |
| Daniel Vettori   | Neuseeland  | 2       | 2       | 126     | 63,00   | 94      | 0       | 1       |
| Jacob Oram       | Neuseeland  | 2       | 2       | 118     | 59,00   | 117     | 1       | 0       |
| Stephen Fleming  | Neuseeland  | 2       | 2       | 101     | 50,50   | 87      | 0       | 1       |
| Bowling          |             |         |         |         |         |         |         |         |
| Spieler          | Mannschaft  | Spiele  | Overs   | Wickets | Average | BBI     | 5W      | 10W     |
| Chris Martin     | Neuseeland  | 2       | 62.1    | 13      | 16,92   | 5/65    | 1       | 0       |
| Iain O’Brien     | Neuseeland  | 2       | 48      | 7       | 16,57   | 3/34    | 0       | 0       |
| Mashrafe Mortaza | Bangladesch | 2       | 56      | 7       | 26,58   | 4/74    | 0       | 0       |
| Jacob Oram       | Neuseeland  | 2       | 39      | 6       | 11,16   | 3/23    | 0       | 0       |
| Daniel Vettori   | Neuseeland  | 2       | 33.3    | 6       | 15,16   | 4/70    | 0       | 0       |
| Kyle Mills       | Neuseeland  | 2       | 39.1    | 6       | 21,83   | 2/29    | 0       | 0       |

| ODIs              | ODIs        | ODIs    | ODIs    | ODIs    | ODIs    | ODIs    | ODIs    | ODIs    |
| Batting           | Batting     | Batting | Batting | Batting | Batting | Batting | Batting | Batting |
| Spieler           | Mannschaft  | Spiele  | Innings | Runs    | Average | HS      | 100s    | 50s     |
| ----------------- | ----------- | ------- | ------- | ------- | ------- | ------- | ------- | ------- |
| Jamie How         | Neuseeland  | 3       | 3       | 169     | 84,50   | 88      | 0       | 2       |
| Brendon McCullum  | Neuseeland  | 3       | 3       | 155     | 77,50   | 80*     | 0       | 1       |
| Peter Fulton      | Neuseeland  | 3       | 2       | 118     | 59,00   | 83      | 0       | 1       |
| Tamim Iqbal       | Bangladesch | 3       | 3       | 106     | 35,33   | 50      | 0       | 1       |
| Mohammad Ashraful | Bangladesch | 3       | 3       | 98      | 32,66   | 70      | 0       | 1       |
| Bowling           |             |         |         |         |         |         |         |         |
| Spieler           | Mannschaft  | Spiele  | Overs   | Wickets | Average | BBI     | 5W      | 10W     |
| Kyle Mills        | Neuseeland  | 3       | 28.5    | 9       | 12,55   | 4/40    | 0       | 0       |
| Daniel Vettori    | Neuseeland  | 3       | 25      | 7       | 12,14   | 5/7     | 1       | 0       |
| Jacob Oram        | Neuseeland  | 3       | 21.3    | 4       | 23,00   | 3/36    | 0       | 0       |
| Mark Gillespie    | Neuseeland  | 2       | 9       | 3       | 14,33   | 3/27    | 0       | 0       |
| Shakib Al Hasan   | Bangladesch | 3       | 20.4    | 3       | 42,33   | 3/56    | 0       | 0       |

## Player of the Match
Als Player of the Match wurden die folgenden Spieler ausgezeichnet.
| Spiel   | Player of the Match |
| ------- | ------------------- |
| 1. ODI  | Jamie How           |
| 2. ODI  | Peter Fulton        |
| 3. ODI  | Daniel Vettori      |
| 1. Test | Jacob Oram          |
| 2. Test | Daniel Vettori      |